# Маасума аль-Мубарак
Маасума Салех аль-Мубарак (араб. معصومة صالح المبارك‎; род. 1947, Кувейт) — кувейтский преподаватель, политический обозреватель, политический и государственный деятель. Феминистка и суфражистка. Депутат Национального собрания Кувейта в 2009—2016 годах, одна из четырёх первых женщин, избранных в Национальное собрание. Министр здравоохранения (2007), министр транспорта (2006—2007), министр планирования и государственный министр по вопросам административного развития (2005—2006). Первая женщина-министр в истории Кувейта. Кувейт стал второй страной Персидского залива, где министром стала женщина. Ранее, 8 марта 2004 года в Омане Равийя Аль-Бусайдия назначена министром высшего образования.

## Биография
Родилась в 1947 году в семье кувейтских шиитов.
В 1971 окончила Кувейтский университет, получила степень бакалавра по политологии. В 1973 году окончила Арабский институт планирования (API) в Эль-Кувейте. На выделенный ей грант продолжила образование в США. В 1976 году получила степень магистра политологии в Университете Северного Техаса. В 1980 году получила степень магистра в области международных отношений в Высшей школе международных исследований при частном Денверском университете, основанной Джозефом Корбелом, отцом Мадлен Олбрайт, а в 1982 году там же — степень доктора философии (Ph. D.) в области международных отношений. В интервью корреспонденту «Российской газеты» Маасума аль-Мубарак заявила об учёбе в Денверском университете: 
Именно там я познакомилась с Кондолизой Райс, мы в одно время получили учёные степени. После этого мы много раз встречались и до сих пор поддерживаем личные отношения.
С 1982 года — профессор политологии в Кувейтском университете, в 1983 году возглавила кафедру политологии. В 1986—1988 годах преподавала как приглашённый профессор в Денверском университете. В 1990—1992 годах преподавала как приглашённый профессор в Университете Бахрейна после вторжения Ирака в Кувейт. Вернулась в Кувейт после окончания войны в Персидском заливе. В 2001—2002 годах снова возглавляла кафедру политологии.
Являлась активисткой и одним из лидеров движения за права женщин. Являлась членом Общества выпускников кувейтских учебных заведений, Общества кувейтских журналистов, Кувейтского экономического общества и Женского культурного и социального общества. Вела ежедневную колонку в газете «Ан-Анба» («Новости»), также писала для газет «Аль-Кабас», «Ас-Сияса», «Аль-Ватан» («Родина»), а также бахрейнской газеты «Ахбар Аль-Халидж» («Новости стран Залива»).
Носит хиджаб.

## Политическая карьера
12 июня 2005 года назначена министром планирования и государственным министром по вопросам административного развития при перестановках в правительстве под руководством премьер-министра Сабаха аль-Ахмеда ас-Сабаха, сменила шейха Ахмеда аль-Абдулла ас-Сабаха, назначенного министром транспорта и министром здравоохранения. Приведена к присяге 20 июня. Маасума аль-Мубарак стала первой женщиной-министром в истории Кувейта.
Сохранила посты в следующем правительстве под руководством премьер-министра Насера аль-Мухаммеда ас-Сабаха, назначенном 9 февраля 2006 года. Приведена к присяге 11 февраля. Являлась единственной женщиной в правительстве. Правительство ушло в отставку 1 июля, после выборов 29 июня.
10 июля 2006 года назначена министром транспорта в правительстве под руководством премьер-министра Насера аль-Мухаммеда ас-Сабаха. 4 марта 2007 года правительство ушло в отставку.
25 марта 2007 года назначена министром здравоохранения в правительстве под руководством премьер-министра Насера аль-Мухаммеда ас-Сабаха. Являлась одной из двух женщин-министров в кабинете министров, второй была министр просвещения и высшего образования Нурия ас-Субейх. Подала в отставку 25 августа после пожара 23 августа в больнице города Эль-Джахра, при котором погибли два пациента.
До мая 2005 года кувейтские женщины не имели права избирать и быть избранными. 16 мая 2005 года Национальное собрание предоставило женщинам право избирать и быть избранными в той степени, в которой это не противоречит шариату.
По результатам досрочных выборов 16 мая 2009 года были впервые избраны в Национальное собрание четыре женщины — Асиль аль-Авади, Роля Дашти, Маасума аль-Мубарак и Сальва аль-Джассар. 7 декабря 2011 года эмир Сабах аль-Ахмед аль-Джабер ас-Сабах распустил Национальное собрание. Ни одна из 23 женщин, баллотировавшихся на выборах 2 феврале 2012 года, не прошла в Национальное собрание.
19 июня 2012 года Конституционный суд Кувейта признал недействительными досрочные выборы, которые состоялись 2 февраля, и восстановил состав Национального собрания, избранный 16 мая 2009 года в его правах.
По результатам досрочных выборов 1 декабря 2012 года Маасума аль-Мубарак получила 3197 голосов (7,5 %) в первом избирательном округе и была избрана. 16 июня 2013 года Конституционный суд Кувейта распустил Национальное собрание.
По результатам досрочных выборов 27 июля 2013 года Маасума аль-Мубарак получила 3209 голосов в первом избирательном округе и была избрана. 16 октября 2016 года эмир Сабах аль-Ахмед аль-Джабер ас-Сабах распустил Национальное собрание.

## Личная жизнь
Замужем, мать четверых детей.